# Danilo Celano
Danilo Celano (Vasto, 7 december 1989) is een Italiaans voormalig wielrenner die tussen 2020 en 2023 voor Team Sapura Cycling.

## Carrière
In mei 2016 werd Celano achter Enrico Salvador tweede in de Ronde van Bern. Drieënhalve maand later nam hij deel aan de Ronde van Alberta, waar hij na de eerste etappe aan de leiding ging in het bergklassement. Dit gaf hij niet meer uit handen en won zo het klassement met een voorsprong van vijftien punten op Matthieu Jeannès.
In 2017 nam hij onder meer deel aan de Internationale Wielerweek, waarin hij in de tweede etappe als achtste finishte. In de laatste etappe verzamelde hij genoeg punten om de leiding in het bergklassement over te nemen van Brice Feillu en zo het eindklassement op zijn naam te schrijven. Twee weken later won hij de Ronde van de Apennijnen, een Italiaanse eendagskoers, door tijdens de laatste beklimming van de dag te ontsnappen uit een groep van zes renners en zijn voorsprong niet meer weg te geven. In april werd hij achtste in het eindklassement van de Ronde van de Alpen. Eind juli deed hij een stap hogerop en verruilde hij Amore & Vita-Selle SMP presented by Fondriest voor Caja Rural-Seguros RGA. Zijn debuut voor zijn nieuwe ploeg maakte hij in de Ronde van Burgos. In oktober werd hij tweede in het bergklassement van de Ronde van Turkije, die dat jaar voor het eerst deel uitmaakte van de World Tour.

## Overwinningen
2016
Bergklassement Ronde van Alberta
2017
Bergklassement Internationale Wielerweek
Ronde van de Apennijnen
2019
2e etappe Ronde van Almaty
2020
Eindklassement Ronde van Langkawi

## Ploegen
- 2016 –  Amore & Vita-Selle SMP
- 2017 –  Amore & Vita-Selle SMP presented by Fondriest (tot 27 juli)
- 2017 –  Caja Rural-Seguros RGA (vanaf 28 juli)
- 2018 –  Caja Rural-Seguros RGA
- 2019 –  Amore & Vita-Prodir
- 2020 –  Team Sapura Cycling
- 2021 –  Team Sapura Cycling
- 2022 –  Team Sapura Cycling
- 2023 –  Team Sapura Cycling (tot 30 juni)

Bani · Celano · Ficara · Fredjoek · Gavazzi · Halilaj · Hishinuma · Kogoet · Lunardon · Manko · Martins · Movtsjan · Ponomarenko · Rjaposov · Tarkovski · Zamparella
Banushi · Bernardinetti · Celano · Elorza · Ficara · Galarreta · Grembi · Halilaj · Jovtsjev · Martins · Miralles · Mukaj · Sufa · Velia · Zamparella · Zmorka · Covili (stagiair) · Mancini (stagiair)
Aranburu · Arroyo · Benito · Butler · Celano · Ferrari · Irisarri · Lastra · Mas · Molina · Oien · Page · Pardilla · Prades · Reis · Rosón · Rubio · Sáez · Schultz · Trofimov · Zabala · Pelegrí (stagiair) · Serrano (stagiair) · Sola (stagiair)
Amezqueta · Aranburu · Benito · Celano · Cuadros · Ferrari · Irisarri · Lastra · Mas · Molina · Moreira · Oien · Pardilla · Reis · Rodríguez · Schultz · Serrano · Silva · Soto · Yssaad · Zabala